# Prunus silvatica
Prunus silvatica är en tvåhjärtbladiga växtart som beskrevs av William Roxburgh. Prunus silvatica ingår i släktet prunusar, och familjen rosväxter. Inga underarter finns listade i Catalogue of Life.